# Phyllachora irregularis
Phyllachora irregularis är en svampart som först beskrevs av Welw. & Curr., och fick sitt nu gällande namn av A.L. Sm. 1898. Phyllachora irregularis ingår i släktet Phyllachora och familjen Phyllachoraceae.   Inga underarter finns listade i Catalogue of Life.